# 3987 Wujek
A 3987 Wujek (ideiglenes jelöléssel 1986 EL1) a Naprendszer kisbolygóövében található aszteroida. Edward L. G. Bowell fedezte fel 1986. március 5-én.